# Phare de la Teignouse
Phare de la Teignouse ist der Name eines Leuchtturms zwischen der Halbinsel Quiberon und der Insel Houat, der zur französischen Gemeinde Quiberon im Département Morbihan gehört. Er hat eine Tragweite von ca. 14,5 Seemeilen.

## Geschichte
Gebaut ab 1843, nahm er am 1. Januar 1845 seinen Dienst auf. 1970 wurde der Turm mittels Windgenerator elektrifiziert und nach der kompletten Automatisierung verließen die letzten Leuchtturmwärter im Juli 1983 den Turm. Der Windgenerator wurde später durch Sonnenkollektoren ersetzt.
Er beleuchtet die Passage de la Teignouse und weist mit dem Leuchtturm Port-Navalo im Verbund den Weg zur Einfahrt in den Golf von Morbihan.

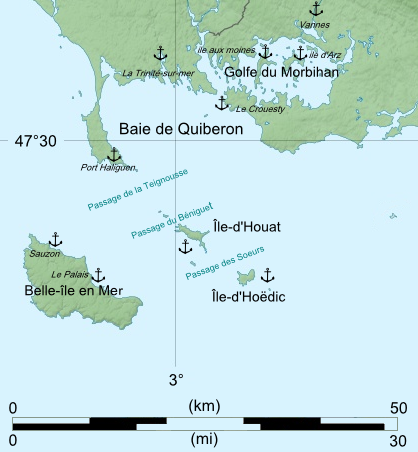
Die Bucht von Quiberon mit der Passage de la Treignouse.

## Automatisches Identifikationssystem
Der Turm ist mit dem automatischen Identifikationssystem ausgestattet.
Seine Nummer (MMSI) ist: 992 271 007